# Carl Wilhelm Baumgarten-Crusius
Detlev Carl Wilhelm Baumgarten-Crusius, född den 24 januari 1786 i Dresden, död den 12 maj 1845i Meissen, var en tysk filolog och pedagog. Han var bror till Ludwig Friedrich Otto Baumgarten-Crusius.
Baumgarten-Crusius, som var rektor i Meissen, ivrade varmt för fosterlandets befrielse 1813-1814, varom hans då utgivna Vier Reden an die deutsche Jugend über Vaterland, Freiheit, deutsche Bildung und das Kreuz bär vittne. Bland hans många skrifter kan i övrigt nämnas hans upplaga av Odysséen (1822–1824).